# Schulek Ágoston (tanár)
Schulek Ágoston (Tiszolc, 1814. október 8. – Pest, 1869. június 20.) kereskedő, akadémiai tanár.

## Életpályája
Kereskedő, akadémiai tanár, tíz nyelven beszélt. 1848 előtt a Kossuth Lajos által megalapított „Gyáralapító társaság” pénztárosa és titkára, majd az újlaki szövőgyár igazgatója. 1848. március 23-án amikor Kossuthot Batthyány Lajos miniszterelnök pénzügyminiszterré nevezte ki, Schulek Ágoston Kossuth Lajos gazdasági tanácsadója volt. A forradalom leverése után Orsovára menekült, egy csónak várta, hogyha szükséges, akkor tudjon Törökországba menekülni. Rövid Pesti munka után 1855-ben Debrecenbe távozott, a kereskedelmi kamarában volt titkár, továbbá a református kollégiumban tanított francia, angol és olasz nyelveket. 1860-ban az akkor felállított budapesti kereskedelmi akadémiához hívták meg tanárnak. Szabó József igazgató azért ajánlotta Schulek Ágostont tanárnak, mert úgy a magyar, mint a német nyelvben egyaránt jártas volt. A kereskedelmi tudományokat (általános kereskedelem ismerete, kereskedelmi és váltójog) adta elő. 1866 januárjában megbetegedése miatt a tanítást abbahagyta. Az első két gyermeke az első, a többi három gyermeke a második feleségétől született.